# Gangammagudi
Gangammagudi est un village du district de Chittoor dans l'État d'Andhra Pradesh en Inde. 